# Deus lhe Pague
Deus lhe Pague é o título de uma peça de teatro brasileira, de autoria de Joracy Camargo.
Sua estreia deu-se no dia 30 de dezembro de 1932, no Teatro Boa Vista, em São Paulo, pela Companhia de Comédias Procópio Ferreira. No Rio de Janeiro, sua estreia foi no dia 7 de julho de 1932, no Teatro Cassino Beira-Mar. Foi encenada em 1934 pela Companhia de Comédias Modernas, do Rio de Janeiro, de cujo elenco fez parte a atriz Lúcia Delor. No Recife, no final desse mesmo ano, foi encenada pelo grupo local Gente Nossa, cuja renda se deu em benefício do Sindicato da Pernambuco Trainway.
O enredo gira em torno do diálogo de dois mendigos, um dos quais se torna rico com a atividade de pedinte; faz, ainda, uma crítica social da época.